# Campeonato Italiano de Fútbol 1903
El Campeonato Italiano de Fútbol de 1903 fue la sexta edición de dicha competición, que en 1929 daría lugar a la Serie A. El campeón fue el Genoa, venciendo en la final a la Juventus.

## Eliminatorias
| Equipo 1 | Resultado | Equipo 2      |
| -------- | --------- | ------------- |
| Juventus | 5-0       | FBC Torinese  |
| Juventus | 2-1       | Audace Torino |
| Juventus | 7-1       | Andrea Doria  |
| Milan    | 0-2       | Juventus      |

## Final
13 de abril
| Equipo 1 | Resultado | Equipo 2 |
| -------- | --------- | -------- |
| Genoa    | 3-0       | Juventus |

|           |
| Campeón   |
| Genoa     |
| 5º título |

### Equipo campeón
Alineación del Genoa
- James Richardson Spensley
- Paolo Rossi
- Fausto Ghigliotti
- Edoardo Pasteur I
- Karl Senft
- Howard Passadoro
- Joseph William Agar
- Attilio Salvadè
- Henri Dapples
- Alfred Cartier
- Enrico Pasteur II

Otros futbolistas utilizados:
- Alberto Delamare
- Oscar Scöller